# Mate.O
Mate.O, właściwie Mateusz Otremba (ur. 1977 we Wrocławiu) – polski wokalista, gitarzysta, kompozytor i autor tekstów piosenek.

## Życiorys
Jako wokalista dał się poznać na giżyckich slotach, stając się później ich współtwórcą. Jest także jednym z animatorów chrześcijańskiej imprezy Manifest we Wrocławiu. Muzykuje od 1996 roku. Zaczynał w pierwszym zborze baptystycznym we Wrocławiu, gdzie był liderem uwielbienia przez kilka lat. W międzyczasie założył zespół Project, z którym koncertował w kraju.
Następnie zaczął solową pracę. Debiutował płytą Totalne uwielbienie (1998) nagraną na żywo we Wrocławiu, a cztery lata potem ukazał się jego drugi album Jesteś dobry dla mnie (2002) z pogranicza muzyki soulowej i jazzowej. W czerwcu 2004 roku na konferencji dziecięcej „Dawid Wojownik” zarejestrował nagrania ze spontanicznego uwielbienia, które zostały wydane na płycie Piosenki młodych wojowników, gdzie pojawiła się również piosenka Arki Noego Jezus Ratownik. Kolejny krążek w jego dorobku to Zapominam siebie (2006), w nagraniach którego wsparli artystę m.in. Mietek Szcześniak i Eleonora Niemen. W 2012 roku został nagrany album koncertowy Mate.O Akustyczny i Przyjaciele „Usiądź przy mnie” (CD&DVD).
Piosenki Otremby śpiewane są w kościołach i na festiwalach. Brał udział w największych imprezach muzyki chrześcijan: m.in. Song of songs Festival w Toruniu, Slot art festiwal w Lubiążu, Festiwal Muzyki Dobrej w Warszawie, Festiwal Stróżów Poranka w Chorzowie, a także koncertował w klubach muzycznych i imprezach plenerowych, również za granicą. Występuje także jako solista z chórem Trzecia Godzina Dnia.
Muzycy współpracujący z Mate.O to Paweł Zarecki (instrumenty klawiszowe), Ireneusz Głyk (perkusja, wibrafon), Mirosław Stępień (gitara basowa), Tomasz Lipert (gitara), Wojtek Gąsior (gitara basowa), Adam Szewczyk (gitara)

### Życie prywatne
Jest synem pastora Adama Otremby, byłego prezesa fundacji „Młodzież dla Chrystusa” w Polsce.
Mateusz Otremba jest baptystą. Jego żoną jest Natalia Niemen. Mają dwóch synów oraz córkę.

## Dyskografia
- 2020: Pentecoste Live (na żywo)
- 2017: Król wszechświatów
- 2016: Pieśni naszych ojców
- 2014: Kolędy narodów
- 2012: „Mate.O Akustyczny i Przyjaciele / Usiądź przy mnie – na żywo” (CD+DVD)
- 2006: Zapominam siebie
- 2004: Piosenki Młodych Wojowników (na żywo)
- 2004: Grace of God (singel)
- 2002: Jesteś dobry dla mnie
- 1998: Totalne uwielbienie